# Lisa Wiik
Lisa Therese Hegertun Wiik (* 5. Oktober 1979 in Trondheim) ist eine ehemalige norwegische Snowboarderin. Sie startete in den Disziplinen Halfpipe und Slopestyle und nahm an zwei Olympischen Winterspielen sowie vier Snowboard-Weltmeisterschaften teil.

## Werdegang
Wiik belegte bei den Snowboard-Weltmeisterschaften 2001 in Madonna di Campiglio den 41. Platz in der Halfpipe. Im Februar 2001 nahm sie in Berchtesgaden erstmals am Snowboard-Weltcup der FIS teil und errang dabei die Plätze 31 und 14 in der Halfpipe. Im folgenden Monat wurde sie bei den Burton US Open Vierte und erreichte mit Platz sieben in Ruka ihre erste Top-Zehn-Platzierung im Weltcup der FIS. Bei ihrer ersten Teilnahme an Olympischen Winterspielen im Februar 2002 in Salt Lake City errang sie den zehnten Platz in der Halfpipe. In der Saison 2003/04 erreichte sie mit Platz fünf in Valle Nevado ihr bestes Ergebnis im Weltcup. In der folgenden Saison wiederholte sie mit Platz fünf in Saas-Fee ihre beste Platzierung im Weltcup und erreichte mit dem 16. Rang im Halfpipe-Weltcup ihr bestes Gesamtergebnis. Beim Saisonhöhepunkt, den Snowboard-Weltmeisterschaften 2005 in Whistler, kam sie auf den 20. Platz in der Halfpipe. In der Saison 2008/09 siegte sie bei den Burton European Open in Laax im Slopestyle und belegte bei den Snowboard-Weltmeisterschaften 2009 in Gangwon den 19. Platz in der Halfpipe sowie beim Roxy Chicken Jam in Mammoth den dritten Rang im Slopestyle. In der folgenden Saison kam sie bei den Olympischen Winterspielen 2010 in Vancouver auf den 19. Platz in der Halfpipe und absolvierte am Kreischberg ihren 26. und damit letzten Weltcup, wobei sie erneut den fünften Platz errang. Zudem wurde sie bei den Burton Canadian Open in Calgary Zweite im Slopestyle. Bei den Snowboard-Weltmeisterschaften 2012 in Oslo belegte sie den 16. Platz im Slopestyle.

## Teilnahmen an Weltmeisterschaften und Olympischen Winterspielen

### Olympische Winterspiele
- 2002 Salt Lake City: 10. Platz Halfpipe
- 2010 Vancouver: 19. Platz Halfpipe

### Snowboard-Weltmeisterschaften
- 2001 Madonna di Campiglio: 41. Platz Halfpipe
- 2005 Whistler: 20. Platz Halfpipe
- 2009 Gangwon: 19. Platz Halfpipe
- 2012 Oslo: 16. Platz Slopestyle

## Weltcup-Gesamtplatzierungen
| Saison  | Gesamt/Freestyle | Gesamt/Freestyle | Halfpipe | Halfpipe |
| Saison  | Punkte           | Platz            | Punkte   | Platz    |
| ------- | ---------------- | ---------------- | -------- | -------- |
| 2000/01 | 83               | 82.              | 750      | 34.      |
| 2001/02 | -                | -                | 830      | 30.      |
| 2003/04 | -                | -                | 1090     | 23.      |
| 2004/05 | -                | -                | 1120     | 16.      |
| 2006/07 | 80               | 122.             | 52       | 80.      |
| 2007/08 | 260              | 114.             | 260      | 39.      |
| 2008/09 | 470              | 96.              | 470      | 36.      |
| 2009/10 | 598              | 88.              | 598      | 29.      |